# Shorea beccariana
Shorea beccariana är en tvåhjärtbladig växtart som beskrevs av William Burck. Shorea beccariana ingår i släktet Shorea och familjen Dipterocarpaceae. Inga underarter finns listade i Catalogue of Life.